# Стромболиккьо
Стромболи́ккьо (итал. Strombolicchio) — морская скала вулканического происхождения, расположенная в двух километрах к северо-востоку от острова Стромболи, относящемуся к Липарским островам, принадлежащим Италии. На сицилийском наречии Стромболиккьо означает «маленький Стромболи». Высота 49 м над уровнем моря.
Геологически Стромболиккьо является остатком древнего вулкана, давшего начало острову Стромболи. Его вулканическая деятельность началась примерно 200 тыс. лет назад. В последующем Стромболиккьо стал неактивным, а вулканизм сместился на 3 км к юго-западу, образовав в течение десятков тысяч лет остров Стромболи. Подводная платформа соединяет скалу с островом. Сложенный базальтами, Стромболиккьо оказался устойчивым к эрозии, благодаря чему сохранился до наших дней.
На вершине скалы расположен маяк. Чтобы попасть на него, нужно преодолеть около 200 ступеней каменной лестницы.
Вместе со Стромболи Стромболиккьо является туристической достопримечательностью.